# Богомолов, Алексей Сергеевич
Алексе́й Серге́евич Богомо́лов (20 августа 1927, Москва — 27 февраля 1983, Москва) — советский философ и переводчик, специалист в области истории философии, особенно современной англоязычной, гносеологии и диалектики. Доктор философских наук, профессор. Один из авторов «Атеистического словаря».

## Биография
Родился 20 августа 1927 году в Москве. Проходил службу в Советской армии в ВВС, откуда в 1950 году был уволен в запас по состоянию здоровья (диабет).
В 1955 году окончил философский факультет МГУ имени М. В. Ломоносова, затем — аспирантуру там же.
В 1958 году защитил диссертацию на соискание учёной степени кандидата философских наук по теме «Теории творческой эволюции в современной англо-американской философии».
С 1958 года до конца жизни преподавал на кафедре истории зарубежной философии МГУ имени М. В. Ломоносова.
В 1964 году защитил диссертацию на соискание учёной степени доктора философских наук по теме «К истории идеи развития в буржуазной философии XIX и XX веков».
Был заместителем главного редактора журнала «Вестник МГУ. Философия», членом редакционной коллегии журнала «Вопросы философии». В 1974 году баллотировался на должность декана философского факультета МГУ, но не был одобрен партийной организацией.
Автор более 200 научных трудов, в том числе специальных учебных пособий по современной зарубежной философии.
Свободно говорил на английском и немецком языке, знал латынь и древнегреческий язык.
Умер 27 февраля 1983 года в Москве от сердечной недостаточности на фоне острых диабетических осложнений. Похоронен на Кунцевском кладбище.
Сыновья: Николай (1950—2020) — литературовед, профессор МГУ и Алексей (род. 1956) — журналист, писатель, редактор .

## Научная и преподавательская деятельность
А. С. Богомолов читал лекционные и специальные курсы по различным разделам истории философии на философском и других факультетах МГУ имени М. В. Ломоносова, а также в других учебных заведениях СССР и за рубежом. Отлично зная мировую философию и её историю, исследователь обладал высоким авторитетом в мировом философском сообществе. В течение жизни он собрал обширную философскую библиотеку из книг, многие из которых получил в качестве подарка от зарубежных коллег, даривших ему собственные сочинения.
Одним из первых в русской философской литературе дал анализ общих проблем теории познания, онтологии и «метафизики» английской и американской философии, а также немецкой философии второй половины XIX — первой половины XX веков.
В последние годы жизни занимался вопросами закономерностей исторического развития мировой философской мысли, опубликовал несколько статей и две монографии по античной философии и теории историко-философского процесса.
Перевёл на русский язык сочинения Томаса Гоббса, Джона Локка, Томаса Карлейля, Томаса Пейна, Р. В. Селларса, Рудольфа Германа Лотце, Адольфа Тренделенбурга, Ральфа Уолдо Эмерсона и мн. др.

## Научные труды

### Монографии
- Богомолов А. С. Критика субъективно-идеалистической философии Дж. Беркли: Лекция. — М., 1959
- Богомолов А. С. Идея развития в буржуазной философии XIX и XX веков. — М., 1962
- Богомолов А. С. Немецкая буржуазная философия после 1865 г. — М., 1969
- Богомолов А. С. Буржуазная философия США XX века. — М., 1974
- Богомолов А. С. Опредмечивание ценности и социологическое познание. — М., 1974
- Богомолов А. С. Англо-американская буржуазная философия эпохи империализма. — М., 1964
- Богомолов А. С. Английская буржуазная философия XX века. — М.: Мысль, 1973. — 320 с.
- Богомолов А. С. Диалектический логос. Становление античной диалектики — М., 1982
- Богомолов А. С., Ойзерман Т. И. Основы теории историко-философского процесса. — М., 1983
- Богомолов А. С. Античная философия. — М., 1985.

### Статьи
- Богомолов А. С. Диалектика и рациональность // Вопросы философии. — 1978. — № 7;
- Богомолов А. С. Наука и иные формы рациональности // Вопросы философии. — 1979. — № 4;
- Богомолов А. С. «Наука логики» Гегеля и современные проблемы диалектики // Вопросы философии. — 1981. — № 2;
- Богомолов А. С. Детерминизм, спонтанность и свобода в философии Демокрита // Вопросы философии. — 1982. — № 3;
- Богомолов А. С. Проблема абстрактного и конкретного: от Канта к Гегелю // Вопросы философии. — 1982. — № 7;
- Богомолов А. С. «Быть» и «иметь»: эллинизм и современность // Вопросы философии. — 1984. — № 6;

### Научная редакция
- Современная буржуазная философия. — М., 1972. Учебник под ред. А. С. Богомолова, Ю. К. Мельвиля[чеш.], И. С. Нарского
Буржуазная философия кануна и начала империализма. — М., 1977. Учебник под ред. А. С. Богомолова, Ю. К. Мельвиля, И. С. Нарского
Современная буржуазная философия. — М., 1978. Учебник под ред. А. С. Богомолова, Ю. К. Мельвиля, И. С. Нарского
- Историко-философский сборник — М., 1968
- История философии и современность — М., 1976.
- Современная буржуазная философия и религия / [А. С. Богомолов, В. И. Гараджа, А. М. Каримский, В. Н. Кузнецов] ; под ред. А. С. Богомолова. - Москва : Политиздат, 1977. - 376 с.; 21 см.